# Valsa ceratosperma
Valsa ceratosperma är en svampart som först beskrevs av Tode, och fick sitt nu gällande namn av Maire 1937. Valsa ceratosperma ingår i släktet Valsa och familjen Valsaceae.  Arten är reproducerande i Sverige. Inga underarter finns listade i Catalogue of Life.
I den svenska databasen Dyntaxa används istället namnet Valsa coronata för samma taxon.  Arten är reproducerande i Sverige.